# Fender Cyclone
A Fender Cyclone é uma guitarra da marca Fender, que foi introduzida no final de 1997.

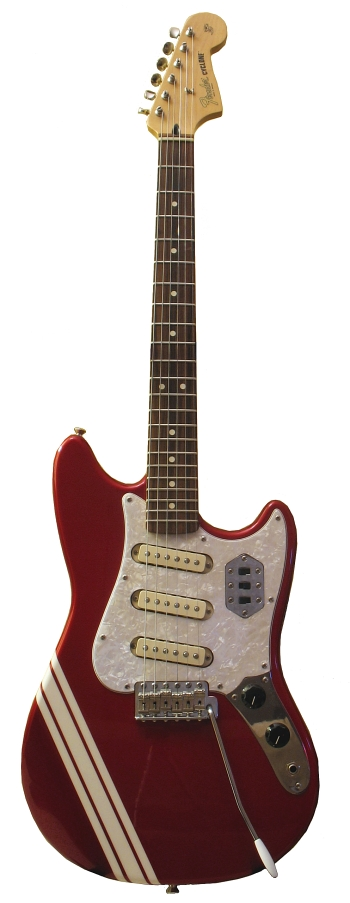
Fender Cyclone II

Ela tem um corpo sólido estilo Fender Mustang , mas só que mais grosso por cerca de 6 milímetros. Outras diferenças estão no microfone e o bridge tipo Stratocaster da Cyclone.
A Fender Cyclone está disponível em seis modelos diferentes, Cyclone, Cyclone EUA, Custom Cyclone (lançado em 2000), Cyclone II, Cyclone HH (lançado em Julho de 2002) e Squier Cyclone, que diferem em seus microfones e suas cores. Estas guitarras foram feitas no México com dois humbuckers Tex-Mex ou três microfones e um cavalete tradicional Jaguar, com a escolha de captadores Vintage Noiseless e dois Sensores a Lazer "Gold" com um cavalete moderno vibrato "pivot 2 pontos sincronizados." A Cyclone Squier foi feita na fabica da fender coreana. Em 2006 a Fender cessa a produção da Cyclone.[carece de fontes?]